# Shen Rong
Shen Rong (kinesiska: 谌容), ursprungligen Shen Derong (谌德容), född 3 oktober 1936 i Hankou i Hubei-provinsen (men huvudsakligen uppväxt i Chongqing i Sichuan), död 4 februari 2024, var en kinesisk författare. Hon avlade examen vid Peking Russian Language Institute. Senare arbetade hon som redaktör och översättare men tvingades 1969, som så många andra under kulturrevolutionen, ut på landet för att arbeta i jordbruket. Hon publicerade sin första roman 1975 men slog igenom först 1980 med romanen Mitt i livet.

## Verk översatta till svenska
- Mitt i livet, 1980 (Ren dao zhongnian)
- Sanning och lögn, 1995 (Zhenzhen jiajia)